# Herrera del Duque
Herrera del Duque est une commune d’Espagne, dans la province de Badajoz, communauté autonome d'Estrémadure.